# Not Music
Not Music — десятый студийный альбом британской инди-рок группы Stereolab. Он был выпущен 16 ноября 2010 года лейблами Drag City и Duophonic Records. Альбом представляет собой сборник неизданного материала, записанного в то же время, что и их предыдущий альбом Chemical Chords (2008).

## История
Большинство песен на Not Music были записаны во время тех же сессий, что и предыдущий альбом Stereolab Chemical Chords. Альбом также содержит ремикшированные версии «Silver Sands» и «Neon Beanbag», двух песен, которые ранее появлялись на Chemical Chords.
Not Music был выпущен Drag City и самостоятельным лейблом Stereolab Duophonic Records 16 ноября 2010 года, во время бессрочного перерыва группы после выхода Chemical Chords в 2008 году.

## Отзывы
| Совокупная оценка | Совокупная оценка |
| Источник          | Оценка            |
| ----------------- | ----------------- |
| AnyDecentMusic?   | 6.5/10            |
| Metacritic        | 70/100            |
| Оценки критиков   |                   |
| Источник          | Оценка            |
| AllMusic          | [ 7 ]             |
| The A.V. Club     | B                 |
| The Guardian      | [ 9 ]             |
| The Irish Times   | [ 10 ]            |
| NME               | 7/10              |
| Pitchfork         | 7.5/10            |
| PopMatters        | 8/10              |
| Q                 | [ 14 ]            |
| Record Collector  | [ 15 ]            |
| Uncut             | [ 16 ]            |

Not Music получил в целом положительные отзывы критиков. На сайте Metacritic альбом получил оценку 70 из 100, что означает «В целом благоприятные отзывы».
Арнольд Пэн из PopMatters считает, что «самые запоминающиеся треки на Not Music являются хорошим саундтреком для прогулки по полосе памяти, причем Stereolab предлагают свежий взгляд на старые триумфы, а не просто заново переживают их». Ребекка Рабер из Pitchfork также высказалась положительно, написав: «Я подозреваю, что пройдет не так много времени, прежде чем мы поймем, что остатки такой группы, как Stereolab, все еще лучше, чем основные блюда, предлагаемые многими их коллегами». Кристиан Уильямс из The A.V. Club сказал, что, хотя ближе к концу пластинка кажется перегруженной, «для разогретых объедков… Not Music — это вкусно».
Хизер Фарес из AllMusic охарактеризовала «Not Music» как «все на свете в самом лучшем смысле», отметив, что он особенно понравится слушателям, интересующимся «изящно интеллектуальной стороной Stereolab». Далее рецензент отметил, что «Несмотря на свой полуархивный статус, альбом звучит свежо и отличается от Chemical Chords. В нем чувствуется обтекаемость того альбома, но многие из этих песен не соответствуют его дистилляции элементов лаунжа, мотауна и французской поп-музыки, а те, что соответствуют, такие как бодрая, наглая „Supah Jaianto“ и „Everybody’s Weird Except Me“, звучат как их искаженные отражения. Вместо этого „Not Music“ рассказывает о более авантюрных поворотах, которые принимали сессии группы, обеспечивая более экспериментальный „янь“ кипучей поп-инь Chemical Chords».

## Список композиций
Слова и музыка всех песен — Тима Гейна и Летисии Садье, кроме указанных.
| №                   | Название                             | Автор(ы)            | Длительность |
| ------------------- | ------------------------------------ | ------------------- | ------------ |
| 1.                  | «Everybody's Weird Except Me»        |                     | 3:34         |
| 2.                  | «Supah Jaianto»                      |                     | 5:07         |
| 3.                  | «So Is Cardboard Clouds»             |                     | 3:49         |
| 4.                  | «Equivalences»                       | Gane                | 2:23         |
| 5.                  | «Leleklato Sugar»                    |                     | 3:04         |
| 6.                  | «Silver Sands» (Emperor Machine mix) |                     | 10:20        |
| 7.                  | «Two Finger Symphony»                |                     | 3:47         |
| 8.                  | «Delugeoisie»                        |                     | 3:41         |
| 9.                  | «Laserblast»                         |                     | 3:25         |
| 10.                 | «Sun Demon»                          |                     | 3:18         |
| 11.                 | «Aelita»                             |                     | 3:49         |
| 12.                 | «Pop Molecules (Molecular Pop 2)»    |                     | 2:03         |
| 13.                 | «Neon Beanbag» (Atlas Sound mix)     |                     | 7:57         |
| Общая длительность: | Общая длительность:                  | Общая длительность: | 56:17        |

| №                   | Название                                            | Длительность |
| ------------------- | --------------------------------------------------- | ------------ |
| 14.                 | «Neon Beanbag» (Atlas Sound Southern Baptist remix) | 4:33         |
| Общая длительность: | Общая длительность:                                 | 60:50        |

## Чарты
| Чарт (2010)                                  | Высшая позиция |
| -------------------------------------------- | -------------- |
| Великобритания (UK Independent Albums Chart) | 36             |
| США (Billboard Top Heatseekers Albums)       | 20             |